# Bis(2-methoxyethyl)phthalat
Bis(2-methoxyethyl)phthalat (auch Dimethylglycolphthalat) ist ein Weichmacher aus der Gruppe der Phthalsäureester.

## Gewinnung und Darstellung
Bis(2-methoxyethyl)phthalat kann durch Veresterung von Ethylenglycolmonomethylether mit Phthalsäureanhydrid gewonnen werden.

## Eigenschaften
Bis(2-methoxyethyl)phthalat ist eine klare, brennbare, schwer entzündbare, farblose Flüssigkeit.

## Sicherheitshinweise und gesetzliche Regelungen
Bis(2-methoxyethyl)phthalat wurde im Dezember 2011 aufgrund seiner Einstufung als reproduktionstoxisch (Reprod. 1B)  in die Kandidatenliste der besonders besorgniserregenden Stoffe (Substance of very high concern, SVHC) aufgenommen.
Danach wurde Bis(2-methoxyethyl)phthalat im Juni 2017 in das Verzeichnis der zulassungspflichtigen Stoffe mit dem Ablauftermin für die Verwendung in der EU zum 4. Juli 2020 aufgenommen.
Zusätzlich unterliegt Bis(2-methoxyethyl)phthalat den Beschränkungen im Anhang XVII, Nummer 72 der REACH-Verordnung (in Deutschland umgesetzt durch die Chemikalien-Verbotsverordnung).